# Cotochés
Cotochés é uma indústria brasileira de laticínios, localizada em Abre Campo, Minas Gerais. Seu leite (e queijo) são distribuídos para todo o território nacional.
Em 2008 foi comprada pela Perdigão por 54 milhões de reais. A marca, então vice-líder no mercado mineiro, foi mantida. Em 2009 a Perdigão se fundiu com a Sadia e resultou com o nome de Brasil Foods (atual BRF). Em 2014 a BRF vendeu os seus ativos de laticínios junto com as marcas Batavo e Elegê para a multinacional francesa Lactalis.